# Espanglish
El espanglish, spanglish, espanglés, inglespañol o inglañol (en inglés: spanglish) es cualquier variedad lingüística en la que se mezclen fuertemente el español y el inglés. Se llaman así sobre todo algunas variedades habladas por población hispana residente en Estados Unidos, caracterizadas por la alternancia de código (code-switching) entre ambos idiomas. Estas variedades no tienen ningún tipo de codificación oficial y se dan principalmente a nivel coloquial. El término «pocho», usado entre los mexicanos, puede tener el mismo significado que espanglish pero es despectivo. El simple hecho de usar anglicismos en español no es normalmente suficiente para que se hable de espanglish.
Un fenómeno lingüístico similar es el llanito hablado en Gibraltar, en el sur de la península ibérica.
Sin embargo, para los angloparlantes estadounidenses, especialmente en las zonas con una gran población de habla hispana, la denominación spanglish se da o al uso de palabras españolas —o con este origen, pero morfológicamente «anglificadas»— en frases de idioma inglés, o bien, directamente reciben el nombre de «espanglish» formas jergales e incluso pidgin, tal cual ocurre en California, Florida, Nuevo México, Texas, los barrios hispanos de Nueva York, otras ciudades y el territorio en ultramar de Puerto Rico. [cita requerida]

## Origen
El término es lingüísticamente impreciso; agrupa sin un criterio común al empleo de préstamos lingüísticos, normal en el desarrollo de la lengua, con la alternancia de código frecuente entre hablantes bilingües o en las jergas profesionales, con criterios de pureza estilística que carecen, en rigor, de fundamento científico. El término espanglish, redirigido desde spanglish ya está incluido en el Diccionario de la lengua española de la Real Academia Española en su última actualización. Hay escritores que sólo escriben en espanglish, como las puertorriqueñas Giannina Braschi y Ana Lydia Vega. La novela Yo-Yo Boing! por Giannina Braschi tiene muchos ejemplos del inglespañol y de la alternancia de código.
Se trataría de la apropiación de otra lengua por la necesidad de expresión de unas comunidades hispanohablantes marginadas (hasta la época actual de las «autopistas de la información») y coaccionadas mediática y burocráticamente por la comunidad angloparlante y por las condiciones económicas, creando formas más o menos híbridas.
El proceso inverso afecta al inglés con respecto al español por tener el inglés status de lengua franca en varias regiones del mundo (ver "Fromlostiano").
El espanglish se da principalmente en Estados Unidos, en las comunidades castellanohablantes de algunos estados de los EE. UU., como Florida, Georgia, Texas, California o Nueva York y, por movimientos de población, Aunque también su uso es bastante común en zonas más lejanas debido a la influencia de películas, televisión o música; así como por la presencia de enclaves coloniales estadounidenes en países hispanohablantes, tales como la Zona del Canal de Panamá, donde el control estadounidense influyó en diversos aspectos de la sociedad panameña.
El uso de estructuras del inglés está presente igualmente entre la comunidad hispanohablante de Australia. El nivel de uso no tiene las mismas proporciones que en Estados Unidos, pero es evidente que existe un empleo generalizado en las minorías hispanohablantes de ciudades como Sydney o Melbourne, de estructuras gramaticales o léxico del inglés en su lenguaje cotidiano. Es común oír expresiones tales como: vivo en un flat pequeño; voy a correr con mis runners; la librería de la city es grande, o de palabras tales como el rubbish bin, la vacuum cleaner, el tram, el toilet o el mobile.
El Dictionary of American Regional English recogía en 1972 los primeros ejemplos de esta habla. La mayoría de los autores consideran que fue en realidad en los años sesenta cuando en los barrios hispanos de Miami, Nueva York y Los Ángeles se produjo la explosión del «mock», antecedente del espanglish y que, por filtración, luego se fue extendiendo por las ciudades. Pero un dato interesante es que quien acuña el término por primera vez es el humorista puertorriqueño Salvador Tió en su columna titulada «Teoría del Espanglish», publicada originalmente en el periódico El Diario de Puerto Rico el 28 de octubre de 1948. Más tarde la columna aparece nuevamente en su libro «A fuego lento» editado por la editorial de la Universidad de Puerto Rico en los años cincuenta. En su teoría, Tió explica que el espanglish es la españolización del inglés, que es lo frecuente. Años más tarde publica en el periódico El Mundo del 27 de marzo de 1971, su teoría del inglañol o ingañol, que es darle a las palabras españolas el sentido que tienen en inglés. Y añade a modo de ejemplo 'Y no puedo hacer la apología del que hace una apología, en vez de una disculpa o una satisfacción... Tió inventó la palabra espanglish diez o doce años antes que un conocido crítico francés, Etieble, acuñara en París el «franglais». Otros casos del espanglés se pueden observar en México. Debido a la influencia del norte hay varios verbos, como parquear (estacionar, park), wachar (observar,watch) o cachar (atrapar, catch) utilizados generalmente, ya que se mezcla el idioma para acortar los vocablos. No sólo se cambian las palabras, sino que se usan mezcladas con el español, creando una oración con el empleo de dos idiomas. Fenómenos parecidos se observan en otros países de lengua española.

## Alternancia de código
Entre los hablantes con conocimiento de más de una lengua, pero con dominio limitado de una de ellas, es normal la mezcla, a menudo inconsciente, de varios idiomas en la misma frase. Otros hablantes, en cambio, explican que, siendo buenos conocedores de ambas lenguas, prefieren escoger para cada idea la palabra que mejor la refleje, teniendo en cuenta que su interlocutor también conoce ambas lenguas. En cualquier caso, un hablante puede decirle a otro una frase como «I'm sorry, I cannot attend next week's meeting porque tengo una obligación de negocios en Boston, pero espero que I'll be back for the meeting the week after», en que va cambiando de idioma consciente o inconscientemente.
También es típica del spanglish (también hispaninglish) la confusión de significados entre palabras castellanas y otras inglesas que suenan de forma parecida (falsos amigos). Un ejemplo de esto sería la frase «vacunar la carpeta» (del inglés, vacuum the carpet) en lugar de «aspirar (el polvo de) la alfombra». Se confunde asimismo la pronunciación, por ejemplo, «Soy bilingual; no tengo acento».

## Variantes dialectales del español en América
Puesto que el espanglish es un proceso que se ha dado principalmente en América, hay que analizarlo desde el punto de vista de los  Dialectos del español en América. En éstos, son comunes los préstamos lingüísticos para objetos cotidianos (como pulóver, del inglés pull-over), y en especial para tecnología, marketing y administración de empresas (management). No deben confundirse estos usos con el espanglés, pues son mucho más antiguos, reconocidos, y tienen otro origen. En muchos casos, la palabra usada en América puede parecerse a la inglesa pero tiene etimología latina («computadora» del latín computare).

## Ciberespanglish
Este fenómeno tuvo su mayor difusión mundial con la explosión de Internet, con una gran cantidad de nuevos vocablos como browser, frame, link, cookie, chat, mail, surfear, etc., que no tenían una traducción al castellano o no se hizo por pereza, como cookie, o simplemente el término inglés era más fácil o más corto: chatroom en lugar de sala de charla.
En algunos casos extremos se llegan incluso a conjugar verbos ingleses con las desinencias propias del castellano, chatear, chateo, chateas, chateamos, cuyo uso es tan extendido y común que ha sido admitido por la RAE , no así el uso de la palabra accesar en lugar de la palabra propia acceder del castellano.
En otros casos, algunos de los términos originales en inglés han ido desapareciendo en lugar de sus equivalentes en castellano: navegador, en vez de browser, marco en vez de frame, enlace o liga en vez de link, navegar en vez de surfear, etc.

## Fromlostiano
A pesar de que el origen del Fromlostiano es muy diferente al del inglespañol, a veces da resultados similares y su uso entre la juventud hispanohablante de Europa se asemeja al uso americano. En este caso, no se trata de un choque cultural sino de un movimiento burlesco con cierto toque de rebeldía por parte de la comunidad española hacia la enseñanza obligatoria de la lengua inglesa. Así, palabras como "baidefeis" se han extendido hasta el punto de ser ampliamente comprendidas y utilizadas en medios de comunicación de masas.

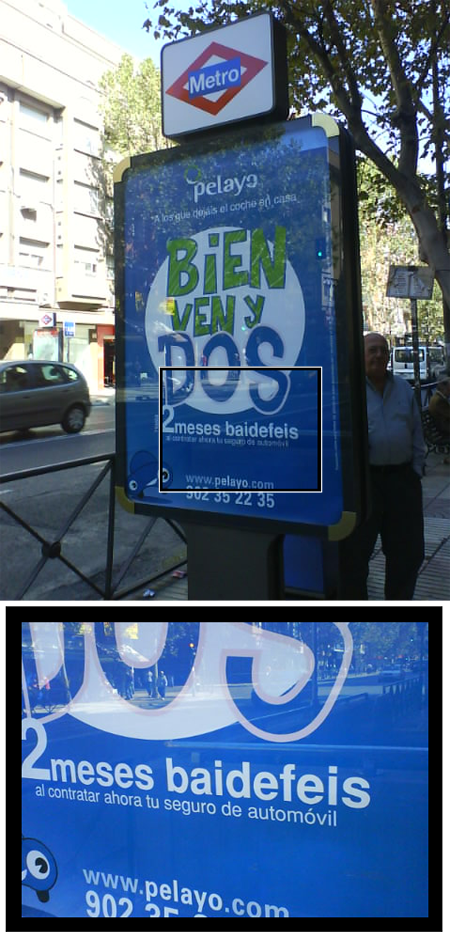
Cartel publicitario en Madrid en el que aparece la expresión «baidefeis» en sustitución de la palabra española «gratis». Se trataría de la traducción al inglés de la frase española «Por la cara» («By the face»), escrita fonéticamente.

## Ejemplo literario: alternancia de código
--Dale cuerda al mono para que baile.
--Tú crees que hay más de tres grandes poetas en una lengua en una centuria. A ver: Vallejo, Neruda, Darío, Lorca, Jiménez, Machado. Very few.
--It depends what you are looking for.
--I'm looking for the creators. If you want to accept los maestros, then you include: Huidobro, Cernuda, Alberti, Aleixandre, Salinas, Guillén. Sí, son maestros, pero no creadores.
--Tú eres demasiado rígida.
--No, es que las puertas del Parnaso son muy estrechas. Aleixandre puede ser mejor poeta que Lorca, pero no más grande. Lorca es común, pero es un creador. Many masters are better poets than the creators, but they are not greater. La grandeza no es mejor. A veces es peor. There are many singers with a better voice than María Callas. But she sang great. Y la grandeza no se puede definir. Porque está llena. Es como el sol. Algo lleno de luz y redondo. No le hace falta nada. Y te llena. Te deja llena. Te colma. Es algo que instaura. Y afirma su instauración. Se implanta. Se planta. Se queda ahí, como una instalación, en un espacio. Es como la belleza.
--What a pity.
--El total, las partes no suman el total.''
-- Open the door o chingo la window.''
(Una escena en la novela bilingüe de Giannina Braschi titulada: "Yo-Yo Boing!")

## Otros ejemplos con alternancia de código
Conversación corta en espanglés:
- Anita: «Hola, good morning, cómo estás?»
- Mark: «Fine, y tú?»
- Anita: «Todo bien. Pero tuve problemas parqueando my car this morning.»
- Mark: «Sí, I know. Siempre hay problemas parqueando in el área at this time».

Traducción al castellano:
- Anita: «Hola, buenos días, ¿cómo estás?»
- Mark: «Bien, ¿y tú?»
- Anita: «Bien también. Pero tuve problemas para estacionar mi automóvil esta mañana.»
- Mark: «Sí, lo sé. Siempre hay problemas para estacionar en esta zona a esta hora».

Traducción al inglés:
- Anita: «Hello, good morning, how are you?»
- Mark: «Fine, and you?»
- Anita: «Everything is fine, but I have had problems parking my car this morning.»
- Mark: «Yes, I know. There are always problems parking in this area at this time».

Ejemplo 2:
- Sofia: «Hola, good afternoon, ¿cómo estás?»
- Marcelo: «Fine, ¿y tú?»
- Sofia: «Todo normal, en mi school estuve pensando en cuanto ruleas»
- Marcelo: «¡Wow! ¡Quién lo diría! Tú también ruleas, ¿eh?»

Ejemplo 3:
- Mike: «¿Qué onda? ¿Entonces qué? ¿Te wacho en el party? Recuerda que es no cover.»
- Maria: «Of course, pasas a mi house por mí.»
- Mike: «Ok. Entonces, ahí nos wachamos my darling.»

Ejemplo 4:
- Carlos: «Hey, Ana, préstame tu cellphone.»
- Ana: «No way! No tengo carga, honey.»
- Carlos: «Ya veo por qué, te gastaste toda la money en lookearlo.»
- Ana: «Yeah, pero quedó supercool»

## Algunas palabras traducidas en espanglish
| Inglés                                        | Español                                                | Espanglish                               |
| --------------------------------------------- | ------------------------------------------------------ | ---------------------------------------- |
| watch TV                                      | ver TV - ver la TV                                     | watch la TV wachar la tv                 |
| reset                                         | reiniciar                                              | resetear                                 |
| beer                                          | cerveza                                                | birra (en realidad viene del italiano)   |
| pipe                                          | tubo                                                   | paipa                                    |
| appointment                                   | cita                                                   | apointment                               |
| to have lunch                                 | almorzar                                               | lanchar lonchar                          |
| market                                        | mercado                                                | marqueta                                 |
| vacuum the carpet                             | aspirar la alfombra                                    | vacumear la carpeta                      |
| I will call you back                          | te vuelvo a llamar                                     | te llamo para atrás                      |
| This machine doesn't work                     | Esta máquina no funciona                               | Esta máquina no trabaja                  |
| the roof of the building                      | el techo del edificio                                  | el rufo del bíldin                       |
| brakes                                        | los frenos                                             | los brakes las brekas                    |
| to cool (I cool) (you cool)                   | enfriar (enfrío) (enfrías)                             | culear (culeo) (culeas)                  |
| to go shopping                                | ir de compras                                          | ir de shopping                           |
| to enjoy (I enjoy) (you enjoy)                | disfrutar (disfruto) (disfrutas)                       | enjoyar (enjoyo) (enjoyas)               |
| goodbye!                                      | hasta luego!                                           | bye!                                     |
| highway                                       | autopista                                              | jaiwey                                   |
| play it cool                                  | tomárselo con calma                                    | jugársela frío                           |
| no way                                        | de ninguna manera                                      | no wey                                   |
| tough                                         | duro                                                   | tof                                      |
| truck                                         | camión                                                 | troka                                    |
| dishes                                        | platos                                                 | dishes                                   |
| to load                                       | cargar                                                 | lodear                                   |
| microwaves                                    | microondas                                             | microwei                                 |
| mowing the yard                               | podar el césped                                        | cortar la yarda                          |
| sockpuppet (puppet)                           | títere (marioneta)                                     | sokepupet                                |
| one more time (again)                         | otra vez (de nuevo)                                    | uanmortaim (eguén)                       |
| to agree (I agree) (you agree)                | estar de acuerdo (estoy de acuerdo) (estás de acuerdo) | agriar (agrío) (agrias)                  |
| to see (I see) (you see)                      | ver (veo) (ves)                                        | siir (sío) (sias)                        |
| to disappoint (I disappoint) (you disappoint) | decepcionar (decepciono) (decepcionas)                 | disapuntar (disapunto) (disapuntas)      |
| to mean (I mean) (you mean)                   | querer decir (quiero decir) (quieres decir)            | minar (mino) (minas)                     |
| T-Shirt                                       | camiseta                                               | Ti Cher                                  |
| insurance                                     | seguro                                                 | aseguranza                               |
| I go back                                     | regreso                                                | voy para atrá                            |
| painting                                      | pintando                                               | paintiando                               |
| running                                       | correr                                                 | footing                                  |
| to wrap                                       | envolver                                               | drapear                                  |
| to freeze                                     | congelar                                               | frizar                                   |
| to attach                                     | adjuntar                                               | atachar                                  |
| to set                                        | fijar, establecer                                      | setear                                   |
| deprecated                                    | obsoleto                                               | deprecado                                |
| full of                                       | al máximo/a tope de                                    | a full, a full de (expresión y adverbio) |
| reservation                                   | reserva                                                | reservación                              |
| order                                         | pedido                                                 | orden                                    |
| retaliation                                   | represalia                                             | retaliación                              |
| inhaler (medical supply)                      | inhalador                                              | engelador                                |

### El caso del sufijo -ing
En España algunas palabras de reciente aparición se forman con el sufijo -ing, procedente del idioma inglés, añadido a una raíz tanto del inglés como del español. Muchas de estas palabras son propias del registro informal; otras son más formales. Ejemplos:
- Balconing = saltar desde un balcón a otro, o a una piscina, sobre todo en hoteles, con grave peligro de accidente.
- Banking = banca o agencia bancaria.
- Cicling = pedalear en una bicicleta fija en un gimnasio.
- Edredoning = cubrirse o tener relaciones sexuales bajo un edredón.
- Footing = correr como deporte o ejercicio.
- Puenting = lanzarse desde un puente con arneses.
- Vending = venta por medio de máquinas expendedoras.
- Zapping = cambiar de canales en una televisión.